# Distretto di Aso
Il Distretto di Aso (阿蘇郡, Aso-gun?) è uno dei distretti della prefettura di Kumamoto, in Giappone.
Attualmente fanno parte del distretto i comuni di Minamiaso, Minamioguni, Nishihara, Oguni, Takamori e Ubuyama.
| Controllo di autorità | VIAF (EN) 149043589 · LCCN (EN) n89110401 · J9U (EN, HE) 987007565041905171 · NDL (EN, JA) 00629543 |